# 阿鲁巴议会
阿鲁巴议会（荷蘭語：Staten van Aruba）是荷兰构成国阿鲁巴的立法机关。议会实行一院制，由21名议员组成。每届议会任期4年。